# Mark Gatiss

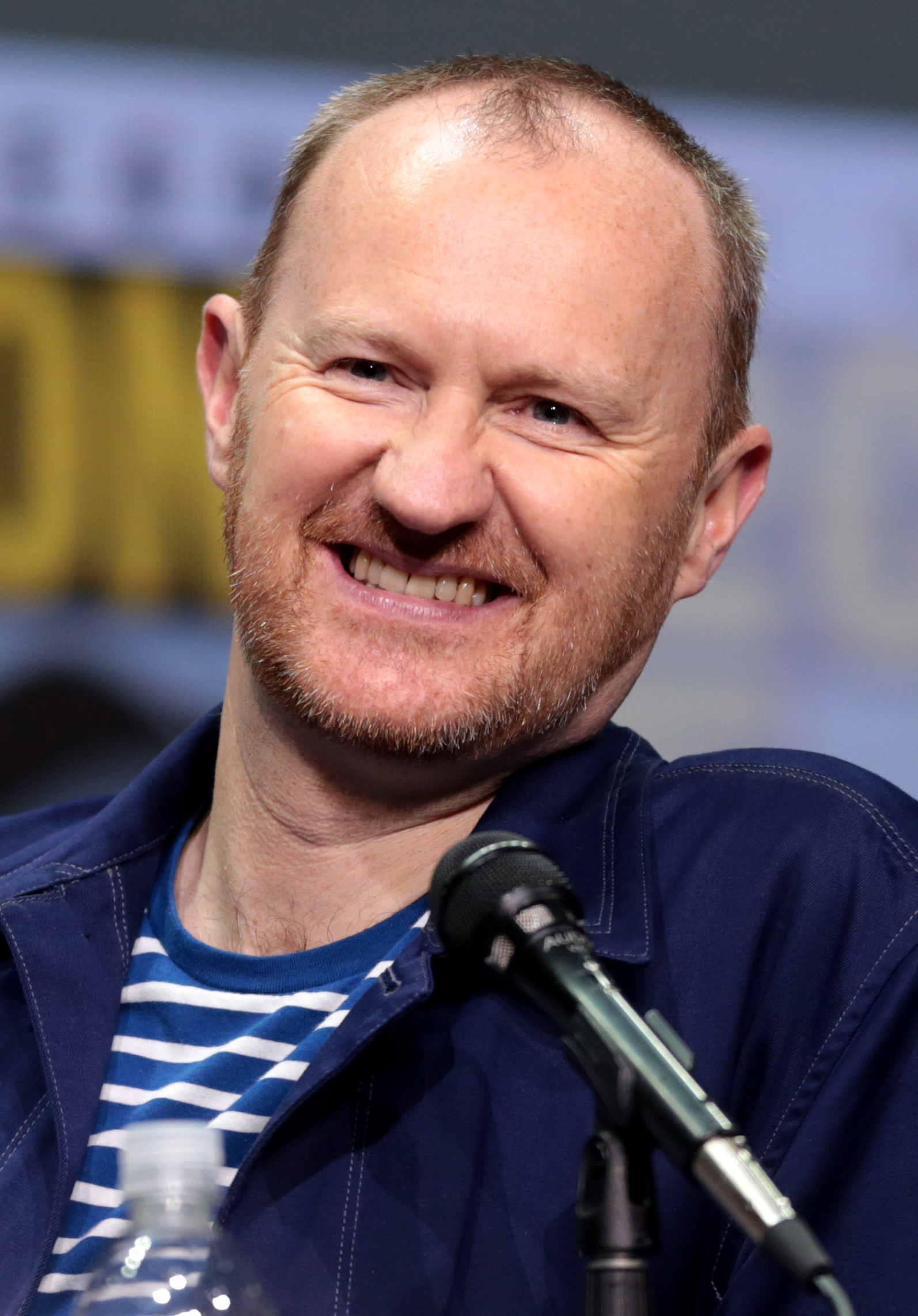
Mark Gatiss auf der Comic-Con in San Diego im Juli 2017

Mark Gatiss [ˈgeɪ.tɪs] (* 17. Oktober 1966, in Sedgefield, County Durham, England) ist ein britischer Schauspieler, Theaterregisseur, Komiker und Drehbuchautor. Im deutschsprachigen Raum ist er hauptsächlich durch die BBC-Fernsehserie Sherlock bekannt geworden, für die er zusammen mit Steven Moffat das Konzept entwickelte, mehrere Episoden schrieb und in der er als Mycroft Holmes zu sehen ist.

## Leben
Bereits in seiner Kindheit interessierte sich Gatiss für Arthur Conan Doyles’ Sherlock Holmes, die Arbeiten von H. G. Wells und die Fernsehserie Doctor Who.
Im Jahr 1992 veröffentlichte er seine erste Doctor-Who-Geschichte Nightshade, der noch drei weitere folgten. Auch seine ersten Drehbücher und Hörspiele schrieb er für das Doctor-Who-Franchise.
Als Schauspieler wurde er im englischsprachigen Raum durch das Comedy-Quartett The League of Gentlemen bekannt, dem er zusammen mit Reece Shearsmith, Steve Pemberton und Jeremy Dyson angehört. Das Bühnenprogramm der Gruppe gewann 1997 den Perrier Award beim Edinburgh Festival Fringe. Im gleichen Jahr entstand eine Comedy-Radioserie On the Town with The League of Gentlemen und zwei Jahre später eine Fernsehserie. Für die Fernsehserie The League of Gentlemen erhielt die Gruppe den Royal Television Society Award und die Goldene Rose von Montreux. 2005 lief der Film The League of Gentlemen’s Apocalypse als Spin-off der Fernsehserie in den britischen Kinos an.
2004 übernahm Gatiss in der Folge Mord im Pfarrhaus der Serie Agatha Christie’s Marple die Rolle des Ronald Hawes. In der BBC-Miniserie Jekyll, die der britische Produzent und Drehbuchautor Steven Moffat als eine Fortführung des seltsamen Falls des Dr. Jekyll und Mr. Hyde kreierte, spielte er 2007 den Autor der Novelle, Robert Louis Stevenson.

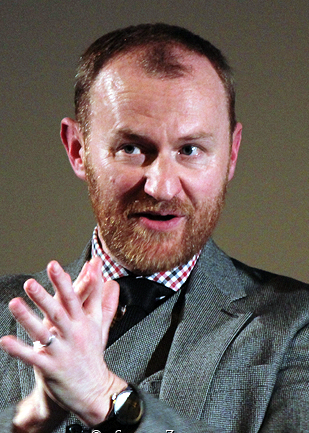
Mark Gatiss (2011)

Zusammen mit Moffat entwickelte er das Konzept der auch in Deutschland erfolgreichen BBC-Fernsehserie Sherlock, in der sie Arthur Conan Doyles’ Erzählungen in die moderne Zeit transferierten. Neben Benedict Cumberbatch und Martin Freeman, die als Sherlock Holmes und Dr. John Watson im heutigen Großbritannien ermitteln, spielte er seit Beginn der Serie Sherlock Holmes’ einflussreichen Bruder Mycroft Holmes. Außerdem arbeitete er als ausführender Produzent und schrieb bisher für jede Staffel ein eigenes Drehbuch (Das große Spiel, Die Hunde von Baskerville, Der leere Sarg und Die sechs Thatchers). Die Folge Im Zeichen der Drei ist ein Gemeinschaftsprodukt aller drei Sherlock-Autoren. Auch an der Episode Die Braut des Grauens, die zwischen der dritten und vierten Staffel spielt, war er als Autor beteiligt.
Seit 2014 ist Gatiss in einzelnen Episoden der US-amerikanischen Fernsehserie Game of Thrones zu sehen, in welcher er Tycho Nestoris, einen Vertreter der Eisernen Bank von Braavos, verkörpert.
Im Zusammenhang mit Doctor Who und der League of Gentlemen sind im Vereinigten Königreich bereits mehrere Bücher von Mark Gatiss erschienen. Im Jahr 2004 veröffentlichte er den ersten Lucifer-Box-Roman Im Auftrag Seiner Majestät – Ein Dandy ermittelt (The Vesuvius Club), der in deutscher Übersetzung von Andreas Heckmann 2006 bei Blanvalet verlegt wurde. Die Trilogie wurde fortgesetzt durch Die Bernsteinverschwörung – Ein Dandy ermittelt (The Devil in Amber) und endete mit Black Butterfly. Das letzte Buch ist bisher noch nicht ins Deutsche übersetzt worden.
Gatiss wohnt mit seinem Lebenspartner Ian Hallard (* 1974) in London.

## Filmografie (Auswahl)
Als Schauspieler
- 1999–2000: The League of Gentlemen (Fernsehserie)
- 2001: Spaced (Fernsehserie, Episode 2x01)
- 2003: Bright Young Things
- 2004: Agatha Christie’s Marple (Fernsehserie, eine Episode)
- 2005: The League of Gentlemen’s Apocalypse
- 2006: Starter for 10
- 2007: Jekyll (Fernsehserie, eine Episode)
- 2007, 2011, 2017: Doctor Who (Fernsehserie, 5 Episoden)
- 2008: Sinn und Sinnlichkeit (Fernsehserie, 2 Episoden)
- 2008: Agatha Christie’s Poirot – Der Tod wartet (Appointment with Death, Fernsehfilm)
- 2010–2017: Sherlock (Fernsehserie)
- 2010: Inspector Barnaby (Fernsehserie, eine Episode)
- 2012: Being Human (Fernsehserie)
- 2012: George Gently – Der Unbestechliche (Inspector George Gently, Fernsehserie, eine Episode)
- 2014: Mapp and Lucia (Fernsehserie)
- 2014–2015, 2017: Game of Thrones (Fernsehserie, 4 Episoden)
- 2015: Wolf Hall (Wolf Hall, Fernsehserie)
- 2015: Coalition (Fernsehfilm)
- 2015: London Spy (Fernsehserie)
- 2015: Victor Frankenstein – Genie und Wahnsinn (Victor Frankenstein)
- 2016: Verräter wie wir (Our Kind of Traitor)
- 2016: Verleugnung (Denial)
- 2017: Taboo (Fernsehserie)
- 2017: Gunpowder (Fernsehserie, 3 Episoden)
- 2018: Vor uns das Meer (The Mercy)
- 2018: Christopher Robin
- 2018: The Favourite – Intrigen und Irrsinn (The Favourite)
- 2019, 2023: Good Omens (Miniserie, 2 Episoden)
- 2020: Dracula (Miniserie, Episode 1x03)
- 2020: The Father
- 2021: Locked Down
- 2021: Die Täuschung (Operation Mincemeat)
- 2023: Mission: Impossible – Dead Reckoning Teil Eins (Mission: Impossible – Dead Reckoning Part One)
- 2023: Nolly (Miniserie, eine Episode)
- 2024: 3 Body Problem (Fernsehserie)
- 2024: Moonflower Murders (Miniserie, 5 Episoden)
- 2025: Mission: Impossible – The Final Reckoning
- 2025: The Fantastic Four: First Steps
- seit 2025: Bookish (Fernsehserie)

Als Autor
- 1994–1996: P.R.O.B.E. (Filmreihe, 4 Teile)
- 1999–2002: The League of Gentlemen (Fernsehserie, 19 Episoden, Co-Autor)
- 2005: The League of Gentlemen’s Apocalypse (Film, Co-Autor)
- 2007: The Worst Journey in the World (Fernsehfilm)
- 2008: Crooked House (Fernsehserie, 3 Episoden)
- 2005–2017: Doctor Who (Fernsehserie, 9 Episoden)
- 2010: The First Men in the Moon (Fernsehfilm)
- 2010–2017: Sherlock (Fernsehserie)
- 2013: Ein Abenteuer in Raum und Zeit (An Adventure in Space and Time, Fernsehfilm)
- 2020: Dracula (Miniserie, 2 Episoden)
- seit 2025: Bookish (Fernsehserie)

## Auszeichnungen und Nominierungen (Auswahl)
- 2007: Goldene-Nymphe-Nominierung (Best Performance by an Actor für Fear of Fanny)
- 2011: BAFTA TV Award (Best Drama Series für Sherlock)
- 2011: Banff Rockie Award (Best Continuing Series für Sherlock Episode: Ein Fall von Pink)
- 2011: Peabody Award (für Sherlock Episode: Ein Fall von Pink)
- 2011: RTS Television Award (Best Drama Series für Sherlock)
- 2012: Primetime-Emmy-Award-Nominierung (Outstanding Miniseries or Movie für Sherlock Episode: Ein Skandal in Belgravia)